# Courcelles-lès-Lens
Courcelles-lès-Lens ist eine französische französische Stadt mit 8015 Einwohnern (Stand: 1. Januar 2022) im Département Pas-de-Calais in der Region Hauts-de-France. Sie gehört zum Arrondissement Lens und zum Kanton Hénin-Beaumont-2. Die Einwohner werden Courcellois genannt.

## Geografie
Die Stadt Courcelles-lès-Lens liegt im Nordfranzösischen Kohlerevier an der kanalisierten Deûle als Teil des Großschifffahrtsweges Dünkirchen-Schelde und an der Grenze zum Département Nord, zwölf Kilometer östlich von Lens und sechs Kilometer nordwestlich von Douai. Nachbargemeinden von Courcelles-lès-Lens sind Évin-Malmaison im Norden, Leforest im Nordosten, Auby im Osten, Flers-en-Escrebieux im Südosten, Esquerchin im Süden sowie Noyelles-Godault im Westen. Durch das Stadtgebiet führt die Autoroute A21. Im Stadtgebiet erinnern noch einige wenige ehemalige Abraumhalden und die Bergarbeitersiedlung Cité Crombez an die lange Steinkohlebergbautradition.

## Bevölkerungsentwicklung
| Jahr                       | 1962 | 1968 | 1975 | 1982 | 1990 | 1999 | 2006 | 2013 | 2022 |
| -------------------------- | ---- | ---- | ---- | ---- | ---- | ---- | ---- | ---- | ---- |
| Einwohner                  | 5582 | 5965 | 5874 | 5855 | 6343 | 6119 | 5987 | 6604 | 8015 |
| Quellen: Cassini und INSEE |      |      |      |      |      |      |      |      |      |

## Sehenswürdigkeiten
- Kirche Saint-Vaast, wieder errichtet nach dem Ersten Weltkrieg
- Historische Windmühle

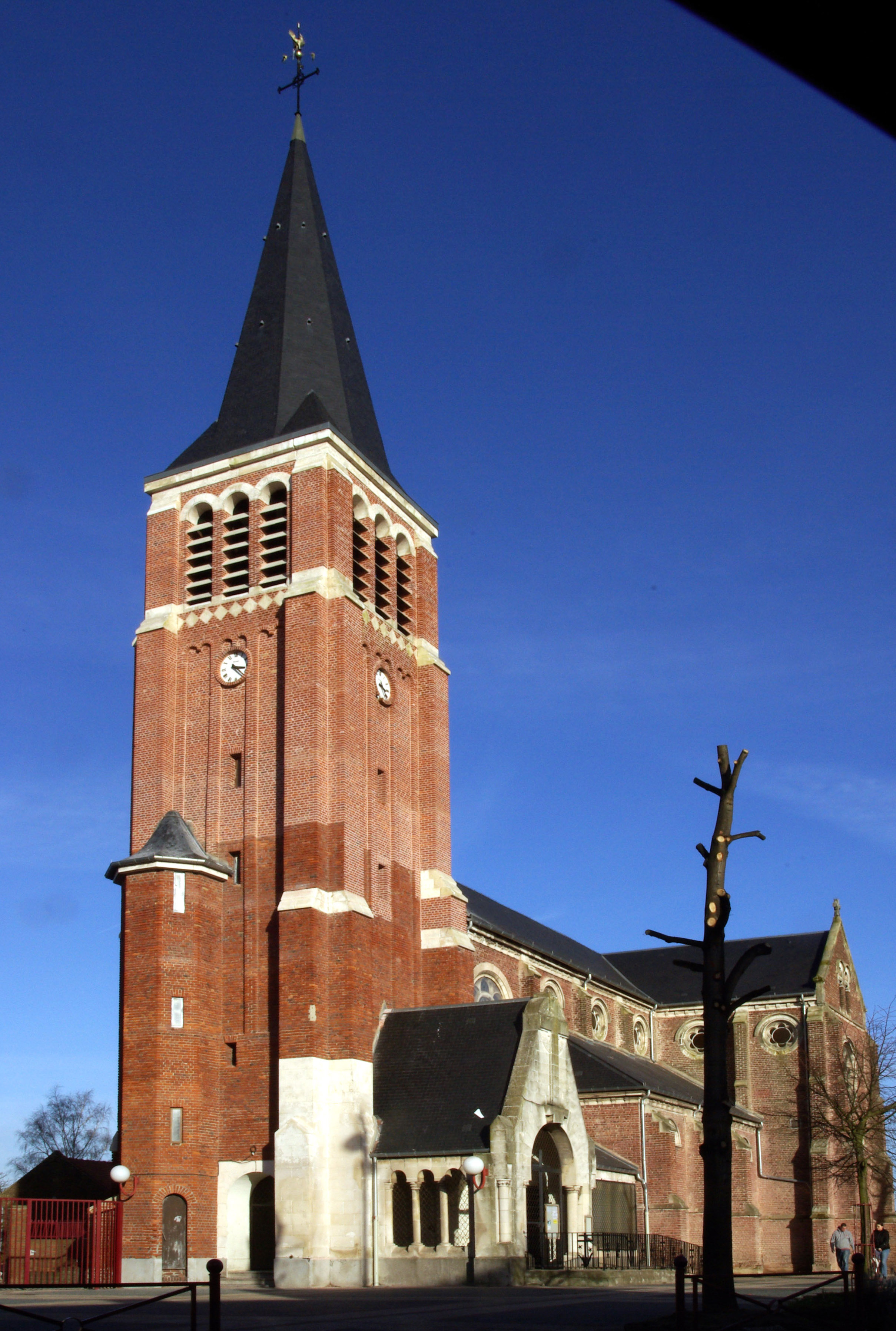
Kirche Saint-Vaast
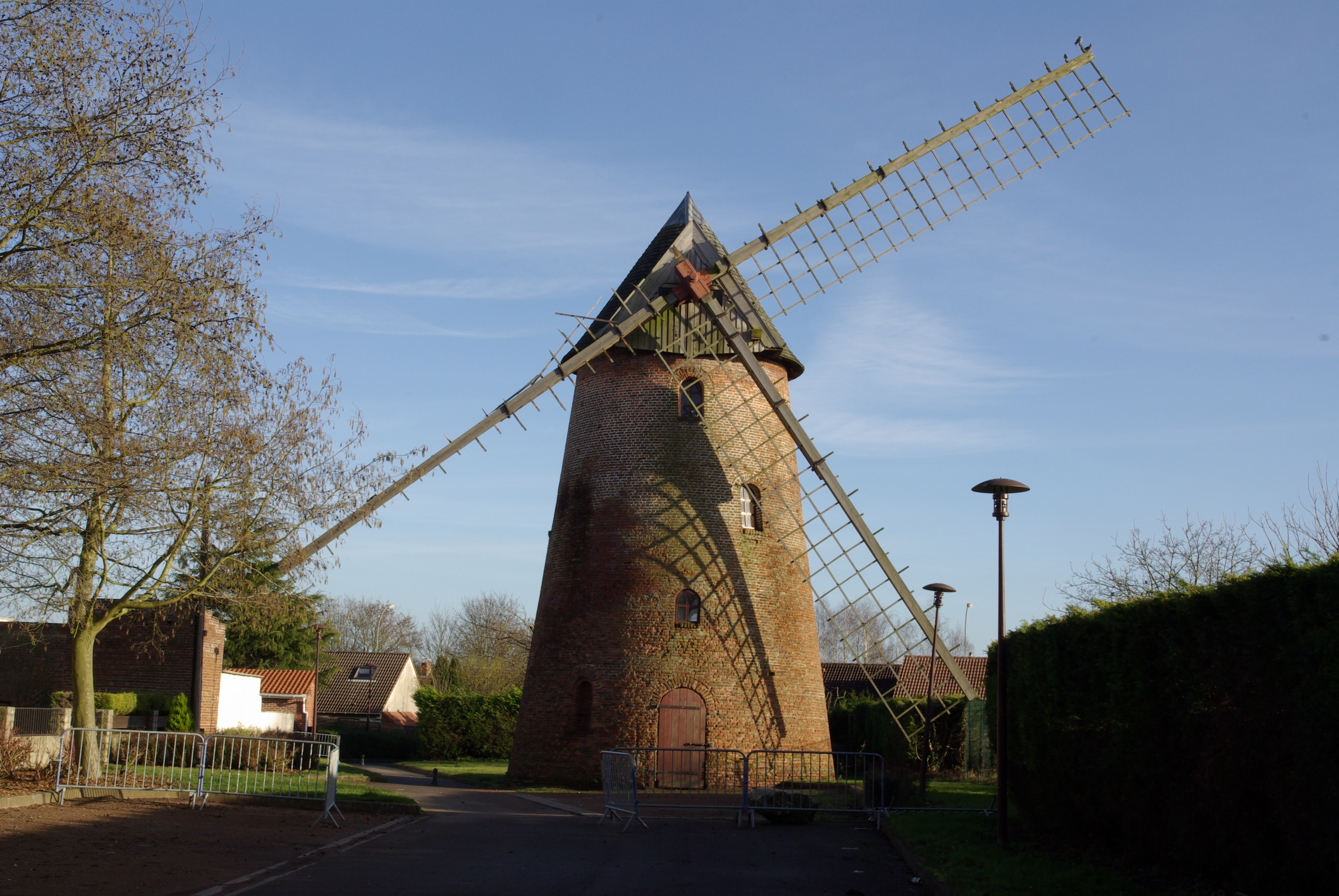
Alte Windmühle
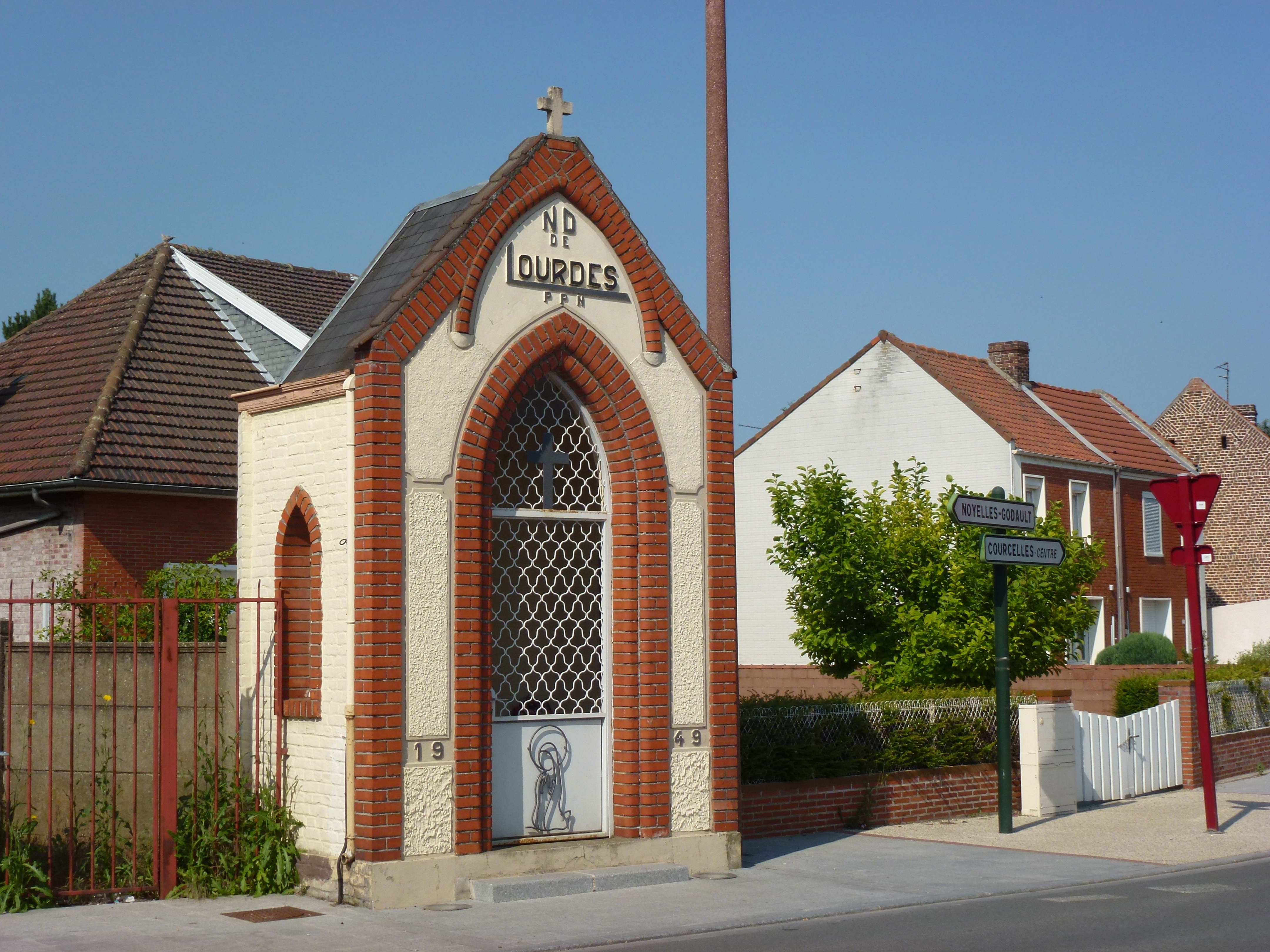
Oratorium Notre-Dame-de-Lourdes
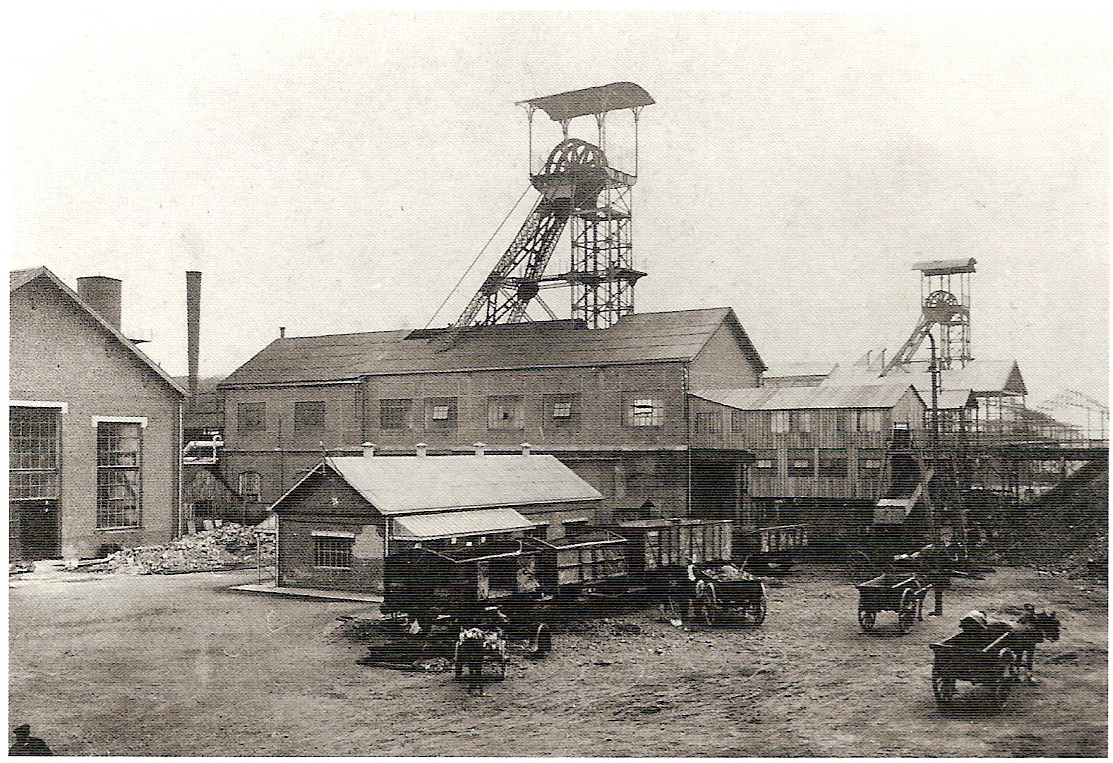
Ehemalige Zeche Nr. 7
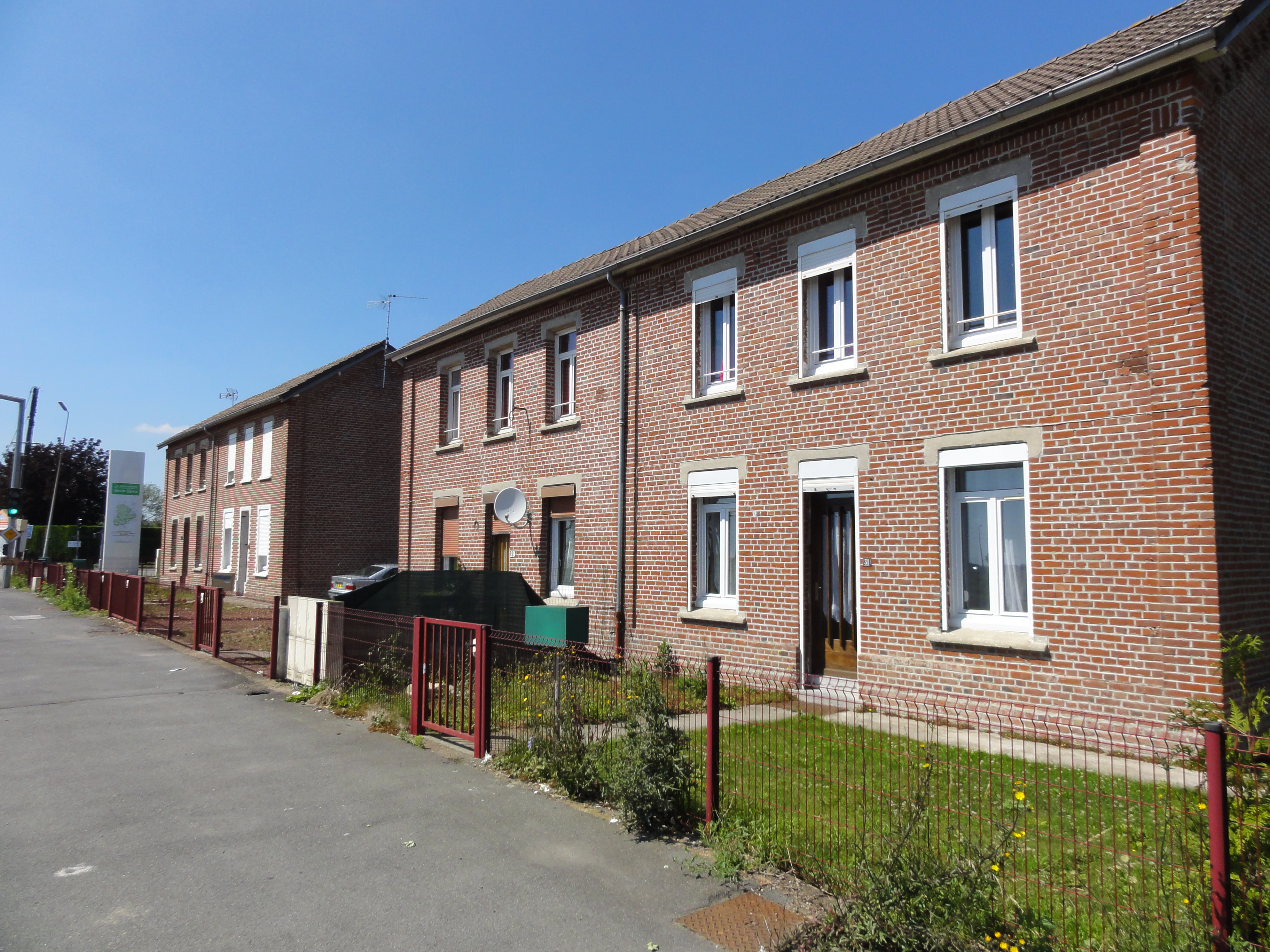
Ehemalige Bergarbeiterhäuser der Zeche Nr. 7 - 7 bis
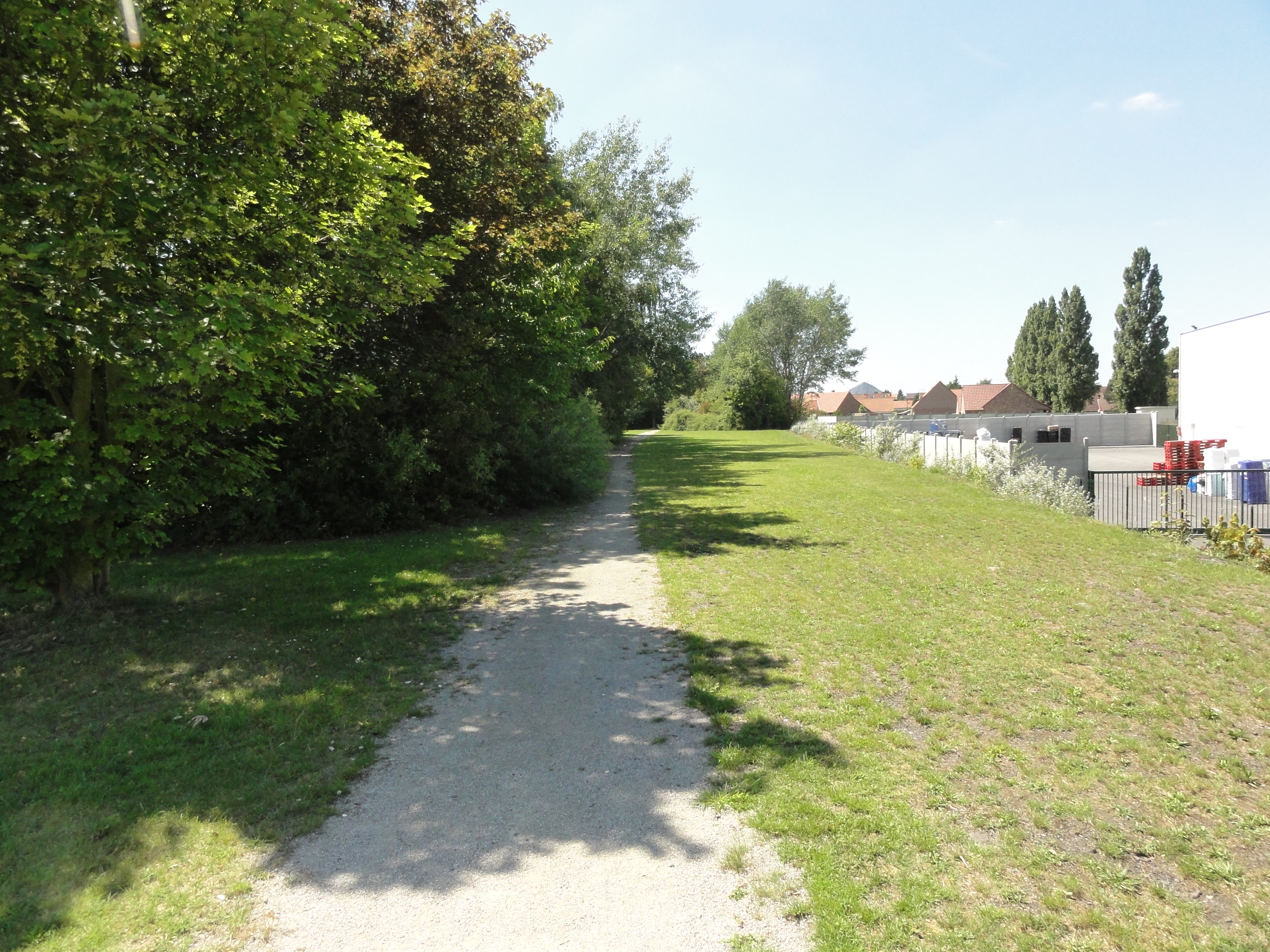
Überwachsene Abraumhalde Nr. 214
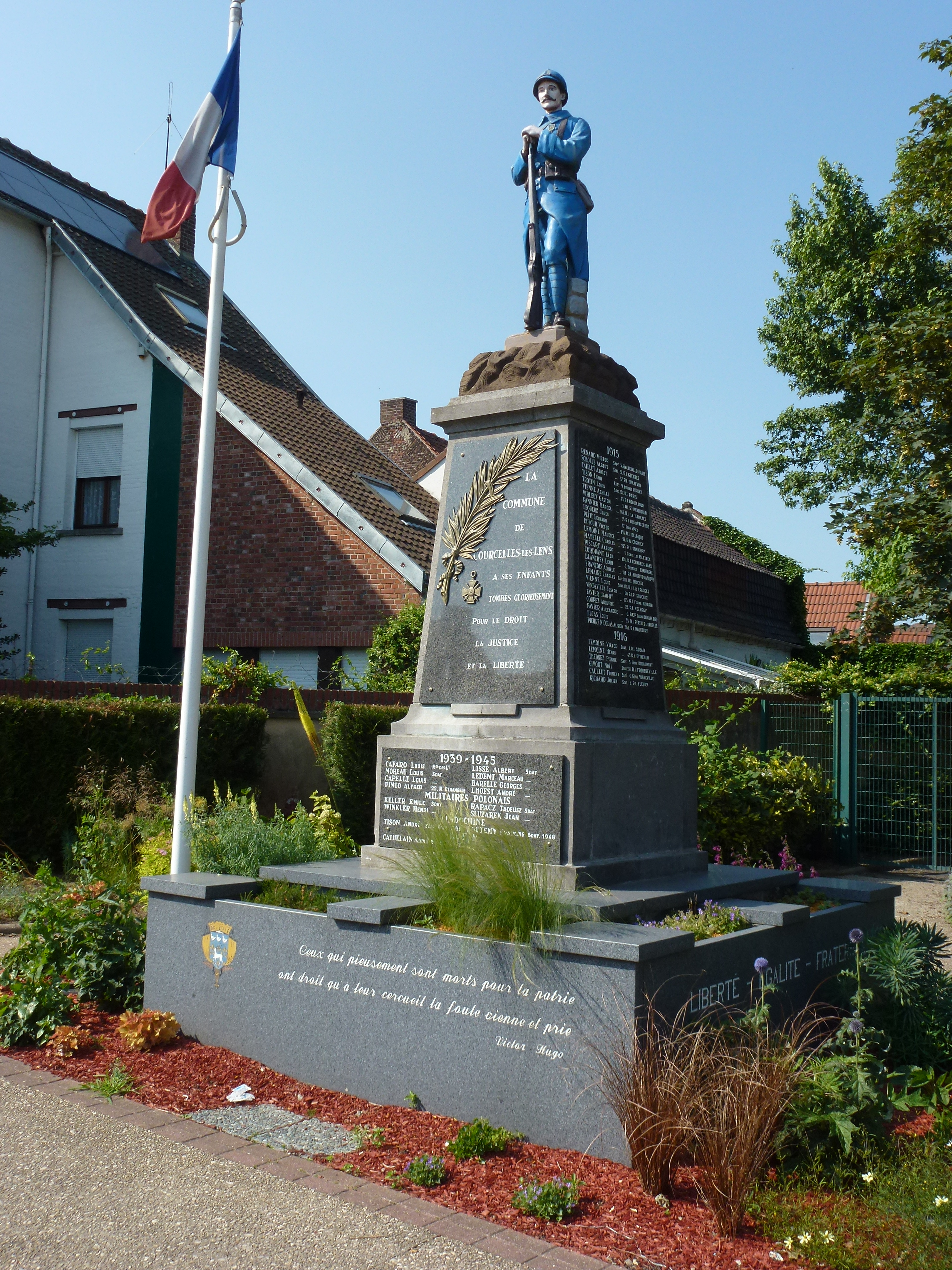
Gefallenendenkmal